# Julius von Hann
Julius Ferdinand von Hann, född 23 mars 1839 i Schloss Haus i Wartberg ob der Aist, Oberösterreich, död 1 oktober 1921 i Wien, var en österrikisk meteorolog, geograf och fysiker.
Hann blev 1867 vetenskapligt biträde och 1869 adjunkt vid meteorologiska centralanstalten i Wien samt var 1877–1897 föreståndare för densamma. Dessutom blev han 1868 privatdocent i meteorologi och 1873 extra ordinarie professor i fysisk geografi och var 1877–1897 professor i fysik. Åren 1897–1900 var han professor i meteorologi i Graz och blev sedan åter professor i Wien, i kosmisk fysik. Hann blev ledamot av Vetenskapssocieteten i Uppsala 1881, Vetenskaps- och vitterhetssamhället i Göteborg 1882 och av svenska Vetenskapsakademien 1906.
Han tilldelades Buys Ballot-medaljen 1893 och Symons Gold Medal 1904. År 1866 blev han Karl Jelineks medarbetare som redaktör av Zeitschrift der österreichischen Gesellschaft für Meteorologie, var sedan 1877 ensam redaktör av tidskriften och var efter 1885 jämte Wladimir Köppen den ene huvudredaktören för den 1884 i Berlin uppsatta Meteorologische Zeitschrift, i vilken den förra 1885 uppgick. Dessa tidskrifter blev genom Hanns bidrag ledande organ inom den meteorologiska forskningen. Inom signalbehandling har en fönsterfunktion blivit uppkallad efter Hann.